# Кубок Азии по волейболу среди женщин 2022
7-й розыгрыш Кубка Азии по волейболу среди женщин прошёл с 21 по 29 августа 2022 года в Пасиге (Филиппины) с участием 9 национальных сборных команд стран-членов Азиатской конфедерации волейбола. Победителем впервые стала сборная Японии.  

## Команды-участницы
Первоначально состав участников насчитывал 10 команд и был скомплектован следующим образом:
- Филиппины — команда страны-организатора;
- Япония, Таиланд, Южная Корея, Китай, Казахстан, Тайвань, Иран, Индонезия — итогам чемпионата Азии 2019 года;
- Вьетнам — по приглашению AVC.

От участия отказались Индонезия и Казахстан. Вместо Индонезии в число участников турнира была включена Австралия.

## Система проведения турнира
9 команд-участниц на предварительном этапе разбиты на две группы, в которых играют в один круг. Первичный критерий при распределении мест в группах — общее количество побед. В случае равенства этого показателя в расчёт принимается количество очков, затем соотношение выигранных и проигранных партий, соотношение мячей, результат личных встреч. За победу со счётом 3:0 и 3:1 команды получают по 3 очка, за победу 3:2 − 2, за поражение 2:3 — 1, за поражение 1:3 и 0:3 очки не начисляются.
8 команд (по 4 из каждой группы) выходят в четвертьфинал и далее по системе с выбыванием определяют финалистов, которые разыгрывают первенство. Итоговые 5—8-е места по такой же системе разыгрывают команды, проигравшие в 1/4-финала.

## Предварительный этап

### Группа А
| М | Команда     | 1   | 2   | 3   | 4   | 5   | И | В | П | С/П  | О  |
| - | ----------- | --- | --- | --- | --- | --- | - | - | - | ---- | -- |
| 1 | Китай       |     | 3:2 | 3:0 | 3:1 | 3:0 | 4 | 4 | 0 | 12:3 | 11 |
| 2 | Вьетнам     | 2:3 |     | 3:0 | 3:0 | 3:0 | 4 | 3 | 1 | 11:3 | 10 |
| 3 | Филиппины   | 0:3 | 0:3 |     | 3:1 | 3:0 | 4 | 2 | 2 | 6:7  | 6  |
| 4 | Иран        | 1:3 | 0:3 | 1:3 |     | 3:0 | 4 | 1 | 3 | 5:9  | 3  |
| 5 | Южная Корея | 0:3 | 0:3 | 0:3 | 0:3 |     | 4 | 0 | 4 | 0:12 | 0  |

21 августа
Китай — Южная Корея 3:0 (25:9, 25:8, 25:9); Вьетнам — Филиппины 3:0 (25:19, 25:17, 31:29).
22 августа
Китай — Вьетнам 3:2 (25:12, 25:6, 29:31, 21:25, 15:12); Иран — Южная Корея 3:0 (25:10, 25:15, 25:13).
23 августа
Вьетнам — Иран 3:0 (25:17, 25:14, 25:11); Китай — Филиппины 3:0 (25:16, 25:22, 25:20).
24 августа
Вьетнам — Южная Корея 3:0 (25:13, 25:13, 25:16); Филиппины — Иран 3:1 (25:19, 25:22, 20:25, 25:14).
25 августа
Китай — Иран 3:1 (24:26, 25:19, 25:10, 25:13); Филиппины — Южная Корея 3:0 (25:18, 25:13, 25:17).

### Группа В
| М | Команда   | 1   | 2   | 3   | 4   | И | В | П | С/П | О |
| - | --------- | --- | --- | --- | --- | - | - | - | --- | - |
| 1 | Япония    |     | 3:0 | 3:0 | 3:0 | 3 | 3 | 0 | 9:0 | 9 |
| 2 | Таиланд   | 0:3 |     | 3:0 | 3:0 | 3 | 2 | 1 | 6:3 | 6 |
| 3 | Тайвань   | 0:3 | 0:3 |     | 3:2 | 3 | 1 | 2 | 3:8 | 2 |
| 4 | Австралия | 0:3 | 0:3 | 2:3 |     | 3 | 0 | 3 | 2:9 | 1 |

21 августа
Япония — Таиланд 3:0 (25:18, 25:19, 25:22).
22 августа
Япония — Тайвань 3:0 (25:22, 25:22, 25:22); Таиланд — Австралия 3:0 (25:9, 27:25, 25:13).
23 августа
Тайвань — Австралия 3:2 (23:25, 25:22, 25:27, 25:21, 15:6).
24 августа
Таиланд — Тайвань 3:0 (25:20, 25:18, 25:16).
25 августа
Япония — Австралия 3:0 (25:4, 25:11, 25:15).

## Плей-офф

### Четвертьфинал
27 августа
Вьетнам — Тайвань 3:2 (19:25, 25:17, 16:25, 25:18, 15:10).
Китай — Австралия 3:0 (25:13, 25:8, 25:8).
Япония — Иран 3:1 (25:23, 25:21, 26:28, 25:16).
Таиланд — Филиппины 3:1 (25:18, 23:25, 25:20, 25:9).

### Полуфинал за 1—4 места
28 августа
Китай — Таиланд 3:2 (19:25, 25:20, 25:14, 23:25, 15:10).
Япония — Вьетнам 3:1 (25:17, 25:22, 34:36, 25:10).

### Полуфинал за 5—8 места
28 августа
Тайвань — Иран 3:0 (25:23, 25:19, 25:17).
Филиппины — Австралия 3:2 (21:25, 25:19, 19:25, 25:18, 15:12).

### Матч за 7-е место
29 августа
Иран — Австралия 3:0 (25:19, 25:18, 25:22).

### Матч за 5-е место
29 августа
Тайвань — Филиппины 3:0 (28:26, 25:21, 25:21).

### Матч за 3-е место
29 августа
Таиланд — Вьетнам 3:0 (25:19, 26:24, 25:18).

### Финал
29 августа
Япония — Китай 3:1 (25:23, 25:21, 19:25, 25:16).

## Итоги

### Положение команд
| Япония         |
| Китай          |
| Таиланд        |
| 4. Вьетнам     |
| 5. Тайвань     |
| 6. Филиппины   |
| 7. Иран        |
| 8. Австралия   |
| 9. Южная Корея |

### Призёры
Япония: Мика Сибата, Юка Сато, Мидзуки Танака, Моэри Ханаи, Мивако Осанаи, Тихиро Сасаки, Фуюми Окуму-Оба, Нонока Ямадзаки, Асука Хамамацу, Микото Сима, Хироё Яманака, Мию Накагава, Рена Мидзусуги, Юки Нисикава. Тренер — Акира Косия.
  Китай: Ли Сюэмэн, Ван Ифань, Чжуан Юйшань, Чжан Хунцзиянь, У Синьюй, Чжуан Синьжуй, Сунь Хайпин, Сюй Цзяньань, Ху Минъюань, Сюй Сяотин, Ван Вэньхань, Чжоу Етун, Цао Тинтин, У Мэнцзе. Тренер — Ци Куан.
  Таиланд: Пиянут Панной, Понпан Коэтпрат, Татдао Нуэкчанг, Ватчарея Нуанчам, Чараспон Бундасак, Хаттхали Пинсуван, Хаттая Памрунгсук, Сутадта Чуэвулим, Пимпичая Кокрам, Чатчу-Он Моксри, Супаттра Пайрой, Танача Суксод, Сирима Манакич, Тичакон Бунлерт, Сасипапон Чантависут. Тренер — Данай Сриватчараметакул.

### Индивидуальные призы
| - MVP Мика Сибата - Лучшая связующая Понпан Коэтпрат - Лучшие центральные блокирующие Хироё Яманака Ху Минъюань | - Лучшая диагональная Чжоу Етун - Лучшие доигровщики У Мэнцзе Чатчу-Он Моксри - Лучшая либеро Рена Мидзусуги |